# Famille Manfredi
Pour les articles homonymes, voir Manfredi.
 (juillet 2024).
Si vous disposez d'ouvrages ou d'articles de référence ou si vous connaissez des sites web de qualité traitant du thème abordé ici, merci de compléter l'article en donnant les références utiles à sa vérifiabilité et en les liant à la section « Notes et références ».
La famille Manfredi est une famille italienne qui tint, avec quelques interruptions, la seigneurie de la ville de Faenza en Romagne du début du XIVe siècle à la fin du XVe siècle. Cette famille tint également la seigneurie d’Imola pendant quelques dizaines d'années à la même époque. En 1417, elle est agréée à la noblesse vénitienne pour ses mérites.

## Histoire

Blason des Manfredi de Faenza : Écartelé d'or et d'azur

Le nom « Manfredi » est probablement d’origine germanique. La première mention d’un Manfredi à Faenza est datée de 1050. Les membres de la famille sont patriciens de la ville, puis consuls.
Le premier seigneur de Faenza est Francesco I Manfredi, fils de d’Alberghetto et le dernier Manfredi seigneur de Faenza est Astorre IV Manfredi.
Les Manfredi soutiendront plus généralement le parti guelfe que le parti gibelins.
Un Manfredi  est cité au chant XXXIII de l'Enfer de la Divine Comédie de Dante :
- « Il répondit donc : « Je suis Frère Albérigo, et, des fruits du mauvais jardin, ici je reçois datte pour figue. » Oh ? lui dis-je, es-tu donc mort ? Et lui à moi : « Ce qu’il en est de mon corps dans le monde d’en haut, entièrement je l’ignore. Tel est le privilège de cette Ptolomea que souvent l’âme y tombe avant que l’y pousse Atropos. »

Alberico Manfredi, de l'ordre laïc des Chevaliers de la Vierge Marie, appelé aussi l'ordre Frati Gaudenti par dérision, vivait à Faenza tout à la fin du XIIIe siècle. Le chant fait référence à l'assassinat lors d'un banquet de ses cousins Alberghetto et Manfredo. Après une dispute avec Alberghetto il l'invita, ainsi que son père Manfredo, à un somptueux banquet à la fin duquel Alberigo se leva et dit « Apporter les fruits », signal convenu avec ses sicaires pour que ceux-ci poignardent à mort les deux invités.
Les armes des Manfredi à Venise sont écartelé d'argent et d'azur au chef d'argent chargé de rayons de gueules mouvant du bord supérieur.

## Personnalités

### Seigneurs de Faenza
- Francesco I Manfredi 1319-1327
- Albergheto I Manfredi 1327-1328
- De 1328 à 1339 Faenza est sous domination des États pontificaux
- Ricardo Manfredi 1339-1340
- Francesco I Manfredi (second règne) 1340-1341
- Giovanni Manfredi 1341-1356
- De 1356 à 1379 Faenza est sous domination des États pontificaux
- Astorre Ier Manfredi 1379-1404
- De 1404 à 1410 Faenza est sous domination des États pontificaux
- Giangaleazzo I Manfredi 1410-1416
- Carlos I Manfredi 1416-1420
- Guidantoni Manfredi 1420-1443
- Astorre II Manfredi 1443-1468
- Giangaleazzo II Manfredi 1443-1465 (conjointement avec Astore II)
- Charles II Manfredi 1468-1477
- Galeotto Manfredi 1440-1488, épousa en 1481 Francesca Bentivoglio, qui le fit assassiner.
- Astorre III Manfredi 1488-1501
- De 1501 à 1503 Faenza est sous domination de César Borgia
- Astorre IV Manfredi 1503, dernier Manfredi ayant régné sur Faenza.

### Seigneurs d'Imola
- Guidantoni Manfredi 1439-1441
- Astorre II Manfredi 1441-1448
- Taddeo Manfredi 1448-1473

### Autres personnalités
- Barbara Manfredi 1444-1466